# Желен, Юго
Юго Желен (фр. Hugo Gélin, род. 4 мая 1980 года, Париж, Франция) — французский кинорежиссёр, продюсер и сценарист.

## Биография
Юго Желен родился 4 мая 1980 года в семье Ксавье Желена. Его дедушку и бабушку зовут Даниэль Желен и Даниэль Делорм. Его тети и дяди — известные актёры Мария Шнайдер, Мануэль Желен и Фиона Желен.
Юго дважды ненадолго появлялся на экране в качестве детского актёра. Позже он начал работать ассистентом режиссёра и оператором. В 2001 году он снял свой первый короткометражный фильм, а в 2012 году — свой первый полнометражный фильм.
В 2016 году на экраны вышел фильм «2+1», где Юго Желен выступил режиссёром. Премьера картины состоялась 12 января того же года. При бюджете в 17 млн фильм собрал 44 млн евро.
18 января 2019 года состоялась премьера романтической комедии «Поменяться местами». Юго Желен выступил в роли режиссёра и сценариста этого фильма.
В 2021 году на экраны вышел сериал «Люпен», одним из режиссёров которого стал Юго Желен.

## Фильмография
Актёр
- 1985 — «Медовый месяц» / Lune de miel
- 1987 — «Относительно женской ауры» / Tant qu’il y aura des femmes

Режиссёр
- 2001 — «Тайная жизнь Вальтера Ниона» / La Vie sans secret de Walter Nions (short film, 2001)
- 2002 — «Под нескромными взглядами» / A l’abri des regards indiscrets (short film, 2002)
- 2012 — «Как братья» / Comme des frères
- 2016 — «2+1» / Demain tout commence
- 2019 — «Поменяться местами» / Mon inconnue
- 2021—2023 — «Люпен» / Lupin

Продюсер
- 2012 — «Как братья» / Comme des frères
- 2013 — «Золотая клетка» / 'La Cage Dorée

Сценарист
- 2001 — «Тайная жизнь Вальтера Ниона» / La Vie sans secret de Walter Nions (short film, 2001)
- 2002 — «Под нескромными взглядами» / A l’abri des regards indiscrets (short film, 2002)
- 2012 — «Как братья» / Comme des frères
- 2013 — «Золотая клетка» / 'La Cage Dorée
- 2016 — «2+1» / Demain tout commence
- 2019 — «Поменяться местами» / Mon inconnue